# Ardeadoris tomsmithi
Ardeadoris tomsmithi is een slakkensoort uit de familie Chromodorididae. De wetenschappelijke naam werd in 1989 gepubliceerd door H. Bertsch en T.M. Gosliner.

## Beschrijving
Deze kleine zeenaaktslak (tot 28 mm groot) is vrij algemeen in rotsachtige omgevingen. Het heeft een doorzichtig crème-achtig lichaam met gele vlekken en opvallende golfachtige gele en witte randen, diepblauwe rinoforen. De kieuwen (cerata) zijn gerangschikt in een dubbele spiraal en hebben een lichtblauwe kleur met witte randen.

## Verspreiding
Deze slakkensoort wordt aangetroffen in de tropische Stille Oceaan, van Hawaï tot de Marshalleilanden, Okinawa en West-Australië. Het leeft op matig beschermde tot blootgestelde locaties op een diepte van 1-30 meter. 